# Arvigna
Arvigna – miejscowość i gmina we Francji, w regionie Oksytania, w departamencie Ariège.
Według danych na rok 1990 gminę zamieszkiwało 149 osób, a gęstość zaludnienia wynosiła 17 osób/km² (wśród 3020 gmin regionu Midi-Pireneje Arvigna plasuje się na 914. miejscu pod względem liczby ludności, natomiast pod względem powierzchni na miejscu 1185.).